# 파파돌!
《파파돌!》(일본어: パパドル!)은 2012년 4월 19일부터 6월 28일까지 TBS에서 매주 목요일 밤 9시에 방영된 일본의 텔레비전 드라마이다. 니시키도 료 주연으로, 25년 전에 방영되었던 나카야마 미호 주연의 드라마 《엄마는 아이돌》에 이은 리메이크 작품이다. 실제로 니시키도 료를 모델로 일반인의 싱글맘과 극비리 결혼을 해, 그 뒤에 일어나는 소동을 그린 이야기이다.

## 등장 인물

### 하나무라 가
- 니시키도 료 (간자니∞) : (본인 역)

간자니∞에 소속되어 있는 아이돌. (실제로도 소속되어 있다.) 피로가 최고조에 달하고 있던 때에 편의점에서 우연히 하루카와 만나, 사랑에 빠진다.
- 하나무라 하루카 : 유카

세 남매의 모친. 17살 때에 메이를 임신해 결혼하지만, 8년 전에 이혼한 싱글맘이다. 낮은 청과 시장, 밤은 편의점에서 일해 가족을 부양하고 있다.
- 하나무라 메이 (16) : 카와시마 우미카

장녀, 도쿄 도립 나미노 고교 1학년. 가사 등 솔선해서 가는 모친에는 행복해졌으면 좋겠다고 생각해, 결혼에는 찬성하지 않지만, '아이돌은 믿지 않는다'와, 엄마와 니시키도의 결혼에 반대한다.
- 하나무라 유토 (13) : 이마이 유키

장남, 하기와라 중학교 1학년. 혼잣말과 같이 중얼거려 말하는 방법을 한다. 인터넷 중독증으로 사람에겐 흥미가 없고, 아이돌 니시키도에게 무관심한 태도로 접한다. 트위터에 적나라한 하나무라 가의 매일을 투고하고 있다.
- 하나무라 가나 (9) : 타니 카논

차녀, 초등학교 3학년. 멋쟁이를 좋아하는 여자. 대단한 아라시 팬으로, 그 중에서도 사쿠라이 쇼가 마음에 듦. 나이를 나누기에 어른스러운 발언을 하는 일이 많다. 말하고 싶은 일이 있는 것과 상대의 기분을 생각하지 않고, 자신이 생각하는 것을 그대로 발언한다. 메이가 참아서 말하지 않는 것을 대변한다.
- 하나무라 나쓰 : 타카하타 아츠코

하루카의 엄마, 이시카와 료의 열성팬. 누가 봐도 건강하지만, 무거운 병이라면 믿고 드러누워 있다. 딸이 새로운 연인에게 만나게 된 것을 기뻐한다. 보류하고 있던 니시키도와 하루카의 혼인 신고서를 맘대로 제출한다.
- 하나무라 에이토

하나무라 가가 기르고 있던 강아지. 이름의 유래는 '생일이 8월 8일이라서'이며, 간자니∞(에이토)와 인과 관계는 없지만 우연이다.

### 쟈니즈 사무소
- 와키사카 쇼헤이 : 에나리 카즈키

간자니∞의 현장 매니저 겸 운전사. 타인이 놀랄 정도로, 항상 실패한 일이 없다. 현장의 공기가 이해되지 않아 모두 반성하는 태도가 없다. 간자니∞ 멤버에게는 '왓키'라고 불리고 있다.
- 마미야 요시하루 : 야시마 노리토

간자니∞의 그룹 매니저. 데뷔 당시부터 지지해 온 스탭으로 간자니를 세계에 No.1 아이돌로 키우는 것이 꿈이다.
- 아사히나 모토코 : 자이젠 나오미

간자니∞의 수석 매니저. 예사롭지 않은 아우라를 보내 상대를 제압한다. 맘대로 결혼했던 니시키도에게 페널티로서 '3개월 이내의 은퇴 혹은 이혼'을 정한다. 간자니∞ 멤버에게는 뒤에서 '겡코'라고 불린다.
- 간자니∞ : 간자니∞

니시키도가 소속하는 그룹의 멤버. (실제로도 존재하는 그룹이다.)
- 오카지마 미쓰루 : 조시마 시게루 (TOKIO)

전 아이돌. '꼬치구이 미쓰루' 점주. '은하수 GALAXY'라는 유닛 이름으로 쟈니즈 사무소에 소속되었었다. 여성 문제로 해체되었다.

### FIRE RESCUE 119
- 아이돌 니시키도 료가 주연을 맡고 있던 스페셜 드라마. 7월에 연속 드라마로 정했다.
- 하야카와 타쿠 : 스즈키 료헤이

드라마 공동 출연자. 특별 취급되고 있는 니시키도에게 안절부절못해 보인다.
- 오카모토 나유미 : 다카나시 린

드라마 공동 출연자. 니시키도와의 열애가 소문났던 인기 신인 여배우. 노리코의 명령으로 니시키도와의 교제를 날조해, 매명에 이용된다.
- 다케토미 노리코 : 시마타니 히토미

하야카와, 오카모토의 현장 매니저. 일이 없는 캐리어 지향의 높은 여성이다. 나유미를 팔기 위해, 니시키도와의 스캔들을 출연한다.

### 도쿄 도립 나미노 고교
- 에구치 미오미 : 고토 가오루 (아이도링!!!) / 아라이 히카루 : 후루하타 세이카

메이의 반 친구이자, 동급생. 미오미가 밝은 성격으로 대해, 히카루는 성실하고 점잖다.
- 야자키 다이치 : 시라마타 아쓰시

메이의 반친구로, 학교 제 1의 아이돌. 메이에겐 그이라고 생각하고 있었지만, 치에미(신카와 유아)와 교제하고 있었다.

### 그 외
- 다다 히로미치 : 야마다 신타로

특종을 쫓는 카메라맨. 나유미와의 열애로 주목된 니시키도를 쫓아 일방적으로, 그가 뭔가를 숨기고 있는 것에는 없는가 하고 의심을 가진다.
- 가리야 다카히로 : 사토 지로

가리야 병원 원장. 나쓰의 주치의. 하루카에게 구상을 대고 있어, 맘대로 망상해 양상이라면 착각하고 있다.
- 오카지마 다이스케 : 마쓰모토 세이카

시게루의 아들. 아빠와 같이 노래해 춤춰 아이돌을 목표로 하고 있다.
- 사쿠라 뎃페이 : 쓰카모토 다카시

하나무라 가 3남매의 아버지. 여성과 관계를 가져, 집을 나와 가출했다. 싱가폴에서 물 택배업을 시작, 새로운 상담을 위해 일시 귀국했다.

### 게스트
매 화마다 유명인이 출연.

#### 제 1 화
- 오노 사토시, 사쿠라이 쇼 (아라시)

간자니∞의 니시키도 료와 요코야마가 게스트로 출연했던 TV 프로그램 비밀의 아라시짱!의 사회자.
- 쓰쓰미 유키히코

간자니∞이 출연하는 영화 '에이트레인저∞'의 감독.

#### 제 2 화
- 쇼후쿠테이 쓰루베, 혼다 쓰바사

니시키도 료가 게스트로 출연한 'A-STudio'의 사회자.
- 사카나 쿤

니시키도 료가 가나 때문에 서프라이즈를 계획했던 게스트.
- 가와고에 다쓰야

딸의 케이크 100개째 기념 방송사회자 게스트.
- 마쓰시타 시게루

니시키도 발안 서프라이즈 파티 노래 게스트.

#### 제 3 화
- 메구미 도시아키 (혼자마카), 마쓰다 에리나 (TBS 아나운서), 야시로 히데키 (최종화) / 다나카 미나미 (TBS 아나운서 / 최종화)

니시키도가 연속 드라마 'FIRE RESCUE 119'에 프로그램 소개로 출연한 정보 프로그램 히루오비!의 사회자. / 중계 아나운서
- 아리타 뎃페이 (크림 시츄), 마쓰코 데락스

니시키도가 VTR 출연한 TV 프로그램 '아리타와 마쓰코와 남자와 여자'의 사회자.
- 우에타 고지로, 이와사키 가즈노리 (Hi-Hi)

니시키도가 주연인 연속 드라마 'FIRE RESCUE 119'의 프로그램 소개를 담당한다.

#### 제 4 화
- 이시카와 사유리

'SONG FROM GENERATION'의 노래 게스트. 프로그램 내에서 신곡과 히트 곡 '아마기 고에'를 부르고 있어 마지막에 트러블로 일으킨다.
- 사토 미쓰히로

'SONG FROM GENERATION'의 사회자.
- 야쿠마루 히로히데, 오카에 쿠미코, 스기우라 타이요, 다케우치 가나에 (TBS 아나운서)

정보 프로그램 '하나마루 마켓'. 하나마루 카페의 코너로 니시키도가 게스트로 출연한다.
- 다카노 다카히로 (TBS 아나운서)/ 니시오 히데타카, 사가네 마사히로

TV 프로그램 '칸자니 8의 컴온 8'사회. / 방송 사회자.
- TESTU (Bugs Under Groove)

니시키도의 의뢰로 다이스케, 유토에게 춤을 가르친다.
- 마틴 스코세이지

할리우드 영화감독. 일본 소설 작품의 영화화로 일본인 배우를 찾고 있다. 니시키도가 오디션을 받게 되는 듯 마미야가 감독 측에 판다.

#### 제 5 화
- 야마사토 료타 (난카이 캔디즈)

니시키도가 게스트 출연하는 TBS 라디오 프로그램 (수요 JUNK 야마사토 료타의 성과 없는 논의)의 명사.

#### 제 6 화
- 사사키 구라노스케

연속 드라마 '반장5 ~ 경시청 안정반에 주연을 맡은 배우.

#### 제 7 화
- 야소시마, 쓰네 (2700)

TV 프로그램 '칸자니 8의 컴온 에이트' 게스트.

#### 제 8 화
- 다쿠야, 가즈야 (잣 터치)

TV 프로그램 '칸자니 8의 컴온 에이트' 게스트.

## 주제곡
- 간자니∞ : '아이 데시따'(愛でした) : (한국어 번역 : 사랑이었습니다)

## 방송일 및 부제, 시청률
| 각화                                                               | 방송일          | 부제                                                                                   | 각본                        | 연출                          | 시청률 |
| ------------------------------------------------------------------ | --------------- | -------------------------------------------------------------------------------------- | --------------------------- | ----------------------------- | ------ |
| 제 1 돌                                                            | 2012년 4월 19일 | 니시키도 료 극비리 결혼 !? 설마의 사후 보고로 아이돌이 아이가 딸린 아빠로! 들키면 은퇴 | 가네코 아리사               | 쓰보이 도시오                 | 11.6%  |
| 제 2 돌                                                            | 2012년 4월 26일 | 아이돌과 한 지붕 아래!? 파란의 동거                                                    | 가네코 아리사               | 쓰보이 도시오                 | 8.1%   |
| 제 3 돌                                                            | 2012년 5월 10일 | 밀회 사진으로 양다리 발각!? 폭풍의 부부싸움!                                           | 오시마 사토미               | 와타제 야키히코               | 8.1%   |
| 제 4 돌                                                            | 2012년 5월 17일 | 사랑하는 아들의 사과 … 이시카와 사유리와 격돌!?                                        | 가네코 아리사               | 쓰보이 도시오                 | 8.0%   |
| 제 5 돌                                                            | 2012년 5월 24일 | 니시키도 은퇴인가!? 이혼인가 … 눈물과 감동의 결단                                      | 가네코 아리사               | 가네코 후미노리               | 7.1%   |
| 제 6 돌                                                            | 2012년 5월 31일 | 첫 키스!? 아이에게 첫 사랑으로 아빠 최악의 위기!?                                      | 오시마 사토미               | 와타제 야키히코               | 7.6%   |
| 제 7 돌                                                            | 2012년 6월 7일  | 전 아빠 VS 니시키도 아빠!? 동거로 대 위기!                                             | 가네코 아리사               | 쓰보이 도시오                 | 8.1%   |
| 제 8 돌                                                            | 2012년 6월 14일 | 아빠의 눈물 별거로 스친 다른 가족이 여기                                               | 오시마 사토미               | 와타제 야키히코               | 6.7%   |
| 제 9 돌                                                            | 2012년 6월 21일 | 최종장! 아이돌이 은퇴를 결정할 때                                                      | 가네코 아리사               | 와타제 야키히코               | 7.6%   |
| 라스 돌                                                            | 2012년 6월 28일 | 사랑하는 사람으로 역사 최강의 프로포즈!!                                               | 가네코 아리사               | 쓰보이 도시오                 | 7.9%   |
| 평균 시청률 8.2% (시청률은 간토 지구 비디오 리서치 사 조사에 한함) |                 |                                                                                        |                             |                               |        |
| 특별 돌                                                            | 2012년 5월 3일  | 간자니∞ 이유있는 가족 아빠 굉장한 대사건                                               | 가네코 아리사 마사이케 요우 | 쓰보이 도시오 와타제 야키히코 | 8.6%   |